# Ibn Sa'id al-Maghribi

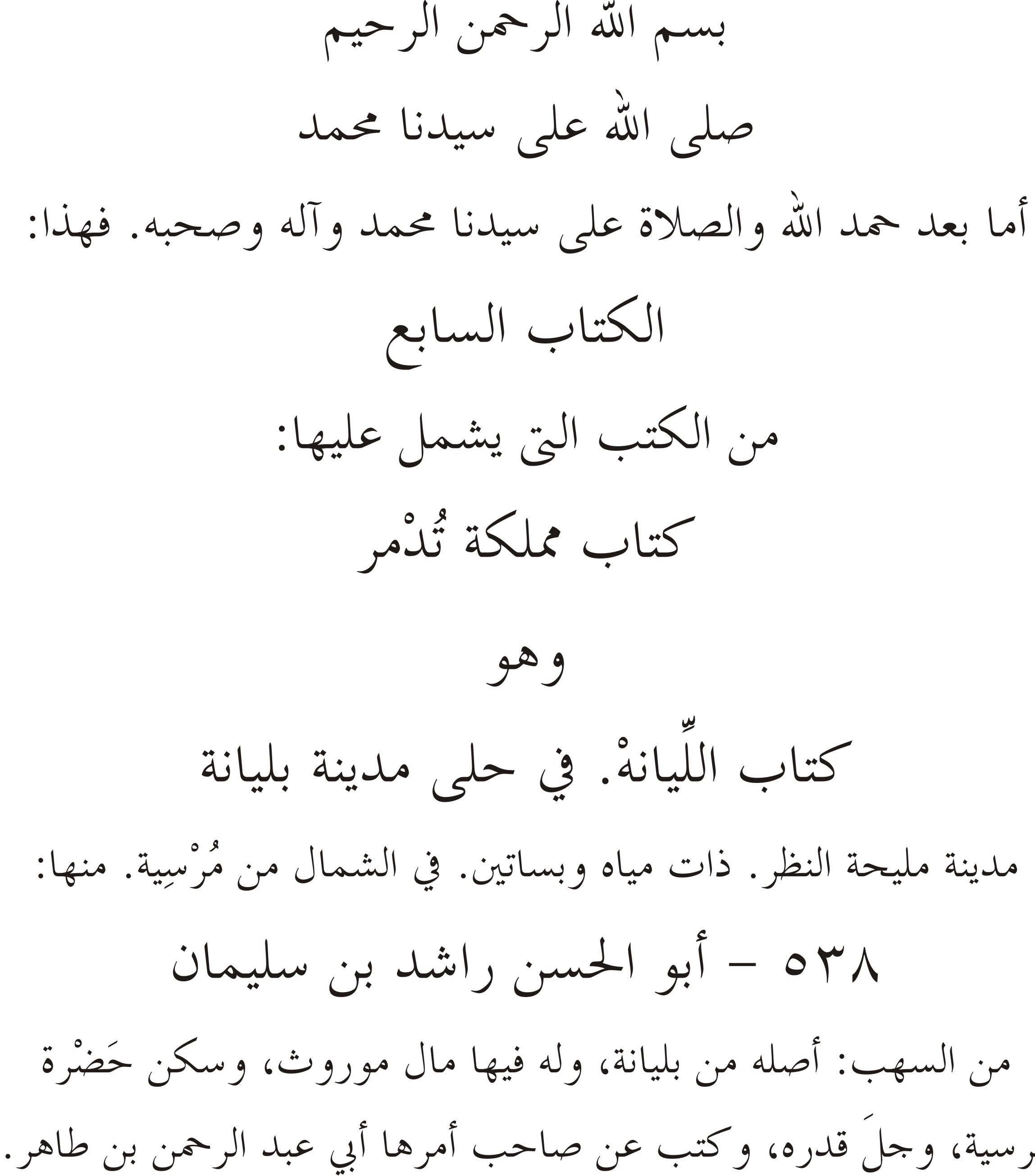
Estratto dal capitolo su Villena da Al-Mugrib fī ḥulā al-Magrib, nel quale è menzionato il poeta Abū l-Hasan Rāshid ibn Sulaymān

Abū al-Ḥasan ʿAlī ibn Mūsā ibn Saʿīd al-Maghribī (in arabo علي بن موسى المغربي بن سعيد, noto anche come Ibn Saʿīd al-Andalusī (Alcalá la Real, 1213 – Tunisi, 1286) è stato un geografo, storico e poeta arabo e il più importante collezionista di poesie di al-Andalus nei secoli XII e XIII.

## Biografia
Ibn Said nacque ad Alcalá la Real, vicino a Granada, da una preminente famiglia che discendeva dal compagno del Profeta, Ammar ibn Yasir. Molti membri della sua famiglia erano figure letterarie, ed egli crebbe a Marrakech. In seguito studiò a Siviglia e soggiornò a Tunisi, Alessandria d'Egitto, Il Cairo, Gerusalemme ed Aleppo. All'età di trent'anni intraprese il pellegrinaggio a La Mecca. Era anche un amico intimo del poeta Muladi, Ibn Mokond Al-Lishboni (di Lisbona). I suoi ultimi anni furono trascorsi a Tunisi, e lì morì nel 1286.

## Opere
Ibn Said al-Maghribi scrisse o compilò "almeno quaranta opere su vari rami della conoscenza".
La sua opera maggiore è il trattato in quindici volumi al-Mughrib fī ḥulā l-Maghrib (Il libro straordinario sugli ornamenti dell'Occidente), che era stato iniziato oltre un secolo prima da Abū Muḥammad al-Ḥijārī (1106-55) per volere del bisnonno di Ibn Said, ‘Abd al-Malik. Abū Muḥammad al-Ḥijārī completò 6 volumi, ‘Abd al-Malik ne aggiunse due: due altri il figlio di ‘Abd al-Malik’ (nonno di Ibn Said). Il padre vi lavorò su e Ibn Said completò l'opera. L'opera è anche nota come Kitāb al-Mughrib ('libro dei Maghrib'), ed è a metà strada tra un'antologia di poesia e un libro di geografia, raccogliendo informazioni sui poeti del Maghreb organizzati per provenienza geografica.
Parti del Mughrib circolarono separatamente, come Rāyāt al-mubarrizīn wa-ghāyāt al-mumayyazīn (Bandiere dei campioni e standard dei distinti), che Ibn Said compilò a Il Cairo, completandolo il 21 Giugno 1243 (641 dell'era islamica). È, secondo Louis Cromption, "forse la più importante" delle varie antologie medievali di poesia andalusa. "Il suo scopo nel compilare la collezione sembra essere stato quello di mostrare che la poesia prodotta in Occidente era buona quanto l'Oriente avesse da offrire (e l'opera di Ibn Sa'id e della sua famiglia era particolarmente buona)".
Come infaticabile viaggiatore, Ibn Said fu profondamente interessato alla geografia. Nel 1250 scrisse Kitab bast al- ard fi 't -t ul wa-'l-'ard (Il libro dell'estensione delle terre su lunghezze e latitudini). Il suo Kitab al-Jughrafiya (Geografia) contiene l'esperienza dei suoi vasti viaggi attraverso il mondo musulmano e sulle rive dell'Oceano Indiano. Egli dà anche un resoconto di parti del nord Europa tra cui Irlanda e Islanda. Visitò l'Armenia e fu alla corte di Hulagu Khan dal 1256 al 1265.